# Ischnodora separanda
Ischnodora separanda là một loài bọ cánh cứng trong họ Cerambycidae.